# ISO 3166-2:PN
ISO 3166-2:PN — стандарт Международной организации по стандартизации, который определяет геокоды. Является подмножеством стандарта ISO 3166-2, относящимся к Островам Питкэрн. Стандарт охватывает административно-территориальное деление Островов Питкэрн. Геокод состоит из: кода Alpha2 по стандарту ISO 3166-1 для Островов Питкэрн — PN. Острова Питкэрн является заморской территорией Великобритании. Геокод являются подмножеством кода домена верхнего уровня — PN, присвоенного Островам Питкэрн в соответствии со стандартами ISO 3166-1.

## Геокоды Островов Питкэрн
| Название        | Alpha2 | Alpha3 | цифровой | Геокод по ISO 3166-2 | Статус              |
| --------------- | ------ | ------ | -------- | -------------------- | ------------------- |
| Острова Питкэрн | PN     | PCN    | 612      | не определён         | замоская территория |

## Пограничные Островам Питкэрн государства
- Французская Полинезия — ISO 3166-2:PF (на северо-западе (морская граница)).